# レフェリー 知られざるサッカーの舞台裏
『レフェリー 知られざるサッカーの舞台裏』（原題: LES ARBITRES）は、サッカーのレフェリーを主題としたドキュメンタリー映画である。2009年にベルギーで制作された。

## 概要
本作品の撮影には、欧州サッカー連盟 (UEFA) が協力し、2008年にてオーストリアとスイスで共同開催されたヨーロッパ選手権の舞台にて活躍する審判に密着して、撮影されたドキュメンタリー映画である。
サッカーの主役である選手をジャッジする、いわゆる裏方的な存在であるレフェリーの決して表沙汰にされない姿を捉えた作品である。
イングランドのハワード・ウェブ、スペインのマヌエル・メフト・ゴンサレス、イタリアのロベルト・ロセッティ、スイスのマッシモ・ブサッカ、スウェーデンのペーテル・フレイドフェルトなどの審判や、UEFA会長のミシェル・プラティニのほか、多くのサッカー選手が出演している。

## ストーリー
主審と副審の間のインカムではどんな会話がされているのか、主審は選手たちに対してどのような声かけをしているのか、副審や第四審判は試合中どのような役割があるのか？そういったサッカーの舞台裏がこの映画ではよくわかる物だ。審判たるもの、常に毅然とした態度でジャッジを下さなければいけないが、時には自分のジャッジに対して弱気になる主審を副審はインカムを通して励まし続ける。ゲーム終了後は審判たちは重苦しい緊張から解放される。レベルの高いユーロの審判団のプレッシャーはとてつもない。ミスをすれば国民から非難を浴びる。こういったところが、原題である「KILL THE REFEREE」に結びつくのである。「プレッシャーの中でも高いレベルが求められるんだ。ミスは許されない。」この映画の主演であるハワード・ウェブの言葉はまさに選手よりもプレッシャーはある立ち位置であるといえる。

## キャスト
ハワード・ウェブ（Howard Webb）
1971年生まれのイギリス、イングランド出身の審判員。1998年からプレミアリーグで成績を作っていき、2005年にFIFA公認のレフェリーとして、EURO2008のほかUEFAチャンピオンズリーグ決勝や2010FIFAワールドカップでも審判をした。
ロベルト・ロセッティ（Roberto Rosetti）
1967年生まれで、イタリアのペチェット・トリネーゼ出身の審判員である。セリアC、セリアBの審判経験をしてから1998年のナポリ対サンプドリア戦にてセリアAにデビューする。セリアAの最優秀審判賞を三回も受賞している。2010年にはFIFAワールドカップの主審としても活躍する。
ミシェル・プラティニ（Michel Francois Platini）
1955年生まれで、フランス出身の元同国代表のサッカー選手である。現在はUEFAの会長を務める。数多の名門チームで選手として活躍したあと、フランス代表監督も務める。